# Maria Pia van Bourbon-Sicilië

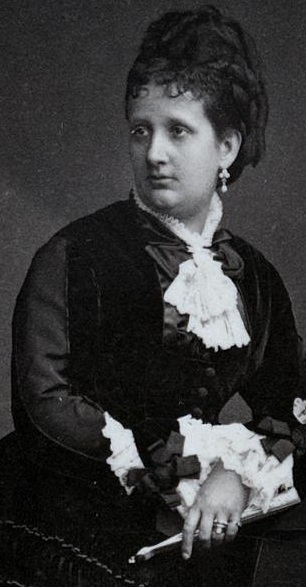
Maria Pia van Bourbon-Sicilië

Maria Pia della Grazia van Bourbon (Gaeta, 2 augustus 1849 – Biarritz, 29 september 1882), prinses der Beide Siciliën, hertogin van Parma, was een dochter van koning Ferdinand II der Beide Siciliën. Ze trouwde met hertog Robert I van Parma.

## Leven
Prinses Maria Pia werd geboren in Gaeta (een stad in het huidige Italië) als het achtste kind en de derde dochter van koning Ferdinand II en koningin Theresia der Beide Siciliën. Maria Pia had acht broers en drie zussen.
Ze trouwde op 5 april 1869 in Rome met hertog Robert I van Parma, de laatste vorst van Parma en Piacenza. Ze kregen twaalf kinderen; een aantal anderen waren verstandelijk en/of lichamelijk gehandicapt. Dit kwam door de verwantschap van Robert en Maria Pia; hij was een achterkleinzoon en zij een kleindochter van koning Frans I der Beide Siciliën. Doordat een aantal kinderen verstandelijk gehandicapt waren, waren zij niet in staat om hun vader op te volgen als hoofd van de familie; uiteindelijk werd hun jongste zoon Elias hoofd van de familie. Ook stierven een aantal kinderen zeer jong en of vlak na de geboorte.
Maria Pia stierf op 29 september 1882 op 33-jarige leeftijd in Biarritz in het kraambed. Robert hertrouwde met prinses Maria Antonia, een dochter van Michaël I van Portugal. Met haar kreeg hij ook twaalf kinderen, onder wie de latere Oostenrijkse keizerin Zita.

## Kinderen
Uit het huwelijk van Maria Pia en Robert I werden twaalf kinderen geboren:
- Maria Louisa (1870-1899), huwde met Ferdinand van Saksen-Coburg-Gotha, de latere koning van Bulgarije
- Ferdinand Maria Karel (1871-1872)
- Louisa Maria Annunciata (1872-1943)
- Hendrik (1873-1939), verstandelijk gehandicapt
- Maria Immaculata (1874-1914), verstandelijk gehandicapt
- Jozef (1875-1950), verstandelijk gehandicapt
- Maria Theresia Pia Louisa (1876-1959), verstandelijk gehandicapt
- Maria Pia Antoinette (1877-1915), verstandelijk gehandicapt
- Beatrice Colomba Maria (1879-1946), huwde met graaf Pietro Lucchesi-Palli
- Elias (1880-1959), huwde met aartshertogin Maria Anna van Oostenrijk (een dochter van aartshertog Frederik van Oostenrijk)
- Maria Anastasia (25 augustus - 7 september 1881)
- August (29 september 1882), dood geboren

## Kwartierstaat
| Ferdinand I der Beide Siciliën (1751-1825) | Ferdinand I der Beide Siciliën (1751-1825) | Ferdinand I der Beide Siciliën (1751-1825) | Ferdinand I der Beide Siciliën (1751-1825) | Ferdinand I der Beide Siciliën (1751-1825) | Ferdinand I der Beide Siciliën (1751-1825) | Maria Carolina van Oostenrijk (1752-1814) | Maria Carolina van Oostenrijk (1752-1814) | Maria Carolina van Oostenrijk (1752-1814) | Maria Carolina van Oostenrijk (1752-1814) | Maria Carolina van Oostenrijk (1752-1814)   | Maria Carolina van Oostenrijk (1752-1814)   |                                             |                                             | Karel IV van Spanje (1748-1819)             | Karel IV van Spanje (1748-1819)             | Karel IV van Spanje (1748-1819)                  | Karel IV van Spanje (1748-1819)                  | Karel IV van Spanje (1748-1819)                  | Karel IV van Spanje (1748-1819)                  | Maria Louisa van Parma (1751-1819)               | Maria Louisa van Parma (1751-1819)               | Maria Louisa van Parma (1751-1819) | Maria Louisa van Parma (1751-1819) | Maria Louisa van Parma (1751-1819)               | Maria Louisa van Parma (1751-1819)               |                                                  |                                                  | Keizer Leopold II (1747-1792)                    | Keizer Leopold II (1747-1792)                    | Keizer Leopold II (1747-1792) | Keizer Leopold II (1747-1792) | Keizer Leopold II (1747-1792)             | Keizer Leopold II (1747-1792)             | Marie Louise van Bourbon (1745-1792)      | Marie Louise van Bourbon (1745-1792)      | Marie Louise van Bourbon (1745-1792)      | Marie Louise van Bourbon (1745-1792)      | Marie Louise van Bourbon (1745-1792) | Marie Louise van Bourbon (1745-1792) |                                              |                                              | Frederik Willem van Nassau-Weilburg (1768-1816) | Frederik Willem van Nassau-Weilburg (1768-1816) | Frederik Willem van Nassau-Weilburg (1768-1816) | Frederik Willem van Nassau-Weilburg (1768-1816) | Frederik Willem van Nassau-Weilburg (1768-1816) | Frederik Willem van Nassau-Weilburg (1768-1816) | Louise van Sayn-Hachenburg (1772-1827)    | Louise van Sayn-Hachenburg (1772-1827)    | Louise van Sayn-Hachenburg (1772-1827) | Louise van Sayn-Hachenburg (1772-1827) | Louise van Sayn-Hachenburg (1772-1827) | Louise van Sayn-Hachenburg (1772-1827) |  |  |  |  |  |  |  |  |  |  |  |  |  |  |  |  |  |  |  |  |  |  |  |  |  |  |  |  |  |  |  |  |  |  |  |  |  |  |  |  |  |  |  |  |  |  |  |  |
| Ferdinand I der Beide Siciliën (1751-1825) | Ferdinand I der Beide Siciliën (1751-1825) | Ferdinand I der Beide Siciliën (1751-1825) | Ferdinand I der Beide Siciliën (1751-1825) | Ferdinand I der Beide Siciliën (1751-1825) | Ferdinand I der Beide Siciliën (1751-1825) | Maria Carolina van Oostenrijk (1752-1814) | Maria Carolina van Oostenrijk (1752-1814) | Maria Carolina van Oostenrijk (1752-1814) | Maria Carolina van Oostenrijk (1752-1814) | Maria Carolina van Oostenrijk (1752-1814)   | Maria Carolina van Oostenrijk (1752-1814)   |                                             |                                             | Karel IV van Spanje (1748-1819)             | Karel IV van Spanje (1748-1819)             | Karel IV van Spanje (1748-1819)                  | Karel IV van Spanje (1748-1819)                  | Karel IV van Spanje (1748-1819)                  | Karel IV van Spanje (1748-1819)                  | Maria Louisa van Parma (1751-1819)               | Maria Louisa van Parma (1751-1819)               | Maria Louisa van Parma (1751-1819) | Maria Louisa van Parma (1751-1819) | Maria Louisa van Parma (1751-1819)               | Maria Louisa van Parma (1751-1819)               |                                                  |                                                  | Keizer Leopold II (1747-1792)                    | Keizer Leopold II (1747-1792)                    | Keizer Leopold II (1747-1792) | Keizer Leopold II (1747-1792) | Keizer Leopold II (1747-1792)             | Keizer Leopold II (1747-1792)             | Marie Louise van Bourbon (1745-1792)      | Marie Louise van Bourbon (1745-1792)      | Marie Louise van Bourbon (1745-1792)      | Marie Louise van Bourbon (1745-1792)      | Marie Louise van Bourbon (1745-1792) | Marie Louise van Bourbon (1745-1792) |                                              |                                              | Frederik Willem van Nassau-Weilburg (1768-1816) | Frederik Willem van Nassau-Weilburg (1768-1816) | Frederik Willem van Nassau-Weilburg (1768-1816) | Frederik Willem van Nassau-Weilburg (1768-1816) | Frederik Willem van Nassau-Weilburg (1768-1816) | Frederik Willem van Nassau-Weilburg (1768-1816) | Louise van Sayn-Hachenburg (1772-1827)    | Louise van Sayn-Hachenburg (1772-1827)    | Louise van Sayn-Hachenburg (1772-1827) | Louise van Sayn-Hachenburg (1772-1827) | Louise van Sayn-Hachenburg (1772-1827) | Louise van Sayn-Hachenburg (1772-1827) |  |  |  |  |  |  |  |  |  |  |  |  |  |  |  |  |  |  |  |  |  |  |  |  |  |  |  |  |  |  |  |  |  |  |  |  |  |  |  |  |  |  |  |  |  |  |  |  |
|                                            |                                            |                                            |                                            |                                            |                                            |                                           |                                           |                                           |                                           |                                             |                                             |                                             |                                             |                                             |                                             |                                                  |                                                  |                                                  |                                                  |                                                  |                                                  |                                    |                                    |                                                  |                                                  |                                                  |                                                  |                                                  |                                                  |                               |                               |                                           |                                           |                                           |                                           |                                           |                                           |                                      |                                      |                                              |                                              |                                                 |                                                 |                                                 |                                                 |                                                 |                                                 |                                           |                                           |                                        |                                        |                                        |                                        |  |  |  |  |  |  |  |  |  |  |  |  |  |  |  |  |  |  |  |  |  |  |  |  |  |  |  |  |  |  |  |  |  |  |  |  |  |  |  |  |  |  |  |  |  |  |  |  |
|                                            |                                            |                                            |                                            | Frans I der Beide Siciliën (1777-1830)     | Frans I der Beide Siciliën (1777-1830)     | Frans I der Beide Siciliën (1777-1830)    | Frans I der Beide Siciliën (1777-1830)    | Frans I der Beide Siciliën (1777-1830)    | Frans I der Beide Siciliën (1777-1830)    |                                             |                                             |                                             |                                             |                                             |                                             | Maria Isabella van Bourbon (1789-1848)           | Maria Isabella van Bourbon (1789-1848)           | Maria Isabella van Bourbon (1789-1848)           | Maria Isabella van Bourbon (1789-1848)           | Maria Isabella van Bourbon (1789-1848)           | Maria Isabella van Bourbon (1789-1848)           |                                    |                                    |                                                  |                                                  |                                                  |                                                  |                                                  |                                                  |                               |                               | Karel van Oostenrijk-Teschen (1771-1847)  | Karel van Oostenrijk-Teschen (1771-1847)  | Karel van Oostenrijk-Teschen (1771-1847)  | Karel van Oostenrijk-Teschen (1771-1847)  | Karel van Oostenrijk-Teschen (1771-1847)  | Karel van Oostenrijk-Teschen (1771-1847)  |                                      |                                      |                                              |                                              |                                                 |                                                 | Henriëtte van Nassau-Weilburg (1797-1829)       | Henriëtte van Nassau-Weilburg (1797-1829)       | Henriëtte van Nassau-Weilburg (1797-1829)       | Henriëtte van Nassau-Weilburg (1797-1829)       | Henriëtte van Nassau-Weilburg (1797-1829) | Henriëtte van Nassau-Weilburg (1797-1829) |                                        |                                        |                                        |                                        |  |  |  |  |  |  |  |  |  |  |  |  |  |  |  |  |  |  |  |  |  |  |  |  |  |  |  |  |  |  |  |  |  |  |  |  |  |  |  |  |  |  |  |  |  |  |  |  |
|                                            |                                            |                                            |                                            | Frans I der Beide Siciliën (1777-1830)     | Frans I der Beide Siciliën (1777-1830)     | Frans I der Beide Siciliën (1777-1830)    | Frans I der Beide Siciliën (1777-1830)    | Frans I der Beide Siciliën (1777-1830)    | Frans I der Beide Siciliën (1777-1830)    |                                             |                                             |                                             |                                             |                                             |                                             | Maria Isabella van Bourbon (1789-1848)           | Maria Isabella van Bourbon (1789-1848)           | Maria Isabella van Bourbon (1789-1848)           | Maria Isabella van Bourbon (1789-1848)           | Maria Isabella van Bourbon (1789-1848)           | Maria Isabella van Bourbon (1789-1848)           |                                    |                                    |                                                  |                                                  |                                                  |                                                  |                                                  |                                                  |                               |                               | Karel van Oostenrijk-Teschen (1771-1847)  | Karel van Oostenrijk-Teschen (1771-1847)  | Karel van Oostenrijk-Teschen (1771-1847)  | Karel van Oostenrijk-Teschen (1771-1847)  | Karel van Oostenrijk-Teschen (1771-1847)  | Karel van Oostenrijk-Teschen (1771-1847)  |                                      |                                      |                                              |                                              |                                                 |                                                 | Henriëtte van Nassau-Weilburg (1797-1829)       | Henriëtte van Nassau-Weilburg (1797-1829)       | Henriëtte van Nassau-Weilburg (1797-1829)       | Henriëtte van Nassau-Weilburg (1797-1829)       | Henriëtte van Nassau-Weilburg (1797-1829) | Henriëtte van Nassau-Weilburg (1797-1829) |                                        |                                        |                                        |                                        |  |  |  |  |  |  |  |  |  |  |  |  |  |  |  |  |  |  |  |  |  |  |  |  |  |  |  |  |  |  |  |  |  |  |  |  |  |  |  |  |  |  |  |  |  |  |  |  |
|                                            |                                            |                                            |                                            |                                            |                                            |                                           |                                           |                                           |                                           | Ferdinand II der Beide Siciliën (1810-1859) | Ferdinand II der Beide Siciliën (1810-1859) | Ferdinand II der Beide Siciliën (1810-1859) | Ferdinand II der Beide Siciliën (1810-1859) | Ferdinand II der Beide Siciliën (1810-1859) | Ferdinand II der Beide Siciliën (1810-1859) |                                                  |                                                  |                                                  |                                                  |                                                  |                                                  |                                    |                                    |                                                  |                                                  |                                                  |                                                  |                                                  |                                                  |                               |                               |                                           |                                           |                                           |                                           |                                           |                                           | Theresia van Oostenrijk (1816-1867)  | Theresia van Oostenrijk (1816-1867)  | Theresia van Oostenrijk (1816-1867)          | Theresia van Oostenrijk (1816-1867)          | Theresia van Oostenrijk (1816-1867)             | Theresia van Oostenrijk (1816-1867)             |                                                 |                                                 |                                                 |                                                 |                                           |                                           |                                        |                                        |                                        |                                        |  |  |  |  |  |  |  |  |  |  |  |  |  |  |  |  |  |  |  |  |  |  |  |  |  |  |  |  |  |  |  |  |  |  |  |  |  |  |  |  |  |  |  |  |  |  |  |  |
|                                            |                                            |                                            |                                            |                                            |                                            |                                           |                                           |                                           |                                           | Ferdinand II der Beide Siciliën (1810-1859) | Ferdinand II der Beide Siciliën (1810-1859) | Ferdinand II der Beide Siciliën (1810-1859) | Ferdinand II der Beide Siciliën (1810-1859) | Ferdinand II der Beide Siciliën (1810-1859) | Ferdinand II der Beide Siciliën (1810-1859) |                                                  |                                                  |                                                  |                                                  |                                                  |                                                  |                                    |                                    |                                                  |                                                  |                                                  |                                                  |                                                  |                                                  |                               |                               |                                           |                                           |                                           |                                           |                                           |                                           | Theresia van Oostenrijk (1816-1867)  | Theresia van Oostenrijk (1816-1867)  | Theresia van Oostenrijk (1816-1867)          | Theresia van Oostenrijk (1816-1867)          | Theresia van Oostenrijk (1816-1867)             | Theresia van Oostenrijk (1816-1867)             |                                                 |                                                 |                                                 |                                                 |                                           |                                           |                                        |                                        |                                        |                                        |  |  |  |  |  |  |  |  |  |  |  |  |  |  |  |  |  |  |  |  |  |  |  |  |  |  |  |  |  |  |  |  |  |  |  |  |  |  |  |  |  |  |  |  |  |  |  |  |
|                                            |                                            |                                            |                                            |                                            |                                            |                                           |                                           |                                           |                                           |                                             |                                             |                                             |                                             |                                             |                                             |                                                  |                                                  |                                                  |                                                  |                                                  |                                                  |                                    |                                    |                                                  |                                                  |                                                  |                                                  |                                                  |                                                  |                               |                               |                                           |                                           |                                           |                                           |                                           |                                           |                                      |                                      |                                              |                                              |                                                 |                                                 |                                                 |                                                 |                                                 |                                                 |                                           |                                           |                                        |                                        |                                        |                                        |  |  |  |  |  |  |  |  |  |  |  |  |  |  |  |  |  |  |  |  |  |  |  |  |  |  |  |  |  |  |  |  |  |  |  |  |  |  |  |  |  |  |  |  |  |  |  |  |
|                                            |                                            |                                            |                                            |                                            |                                            |                                           |                                           |                                           |                                           |                                             |                                             |                                             |                                             |                                             |                                             |                                                  |                                                  |                                                  |                                                  |                                                  |                                                  |                                    |                                    |                                                  |                                                  |                                                  |                                                  |                                                  |                                                  |                               |                               |                                           |                                           |                                           |                                           |                                           |                                           |                                      |                                      |                                              |                                              |                                                 |                                                 |                                                 |                                                 |                                                 |                                                 |                                           |                                           |                                        |                                        |                                        |                                        |  |  |  |  |  |  |  |  |  |  |  |  |  |  |  |  |  |  |  |  |  |  |  |  |  |  |  |  |  |  |  |  |  |  |  |  |  |  |  |  |  |  |  |  |  |  |  |  |
| Lodewijk van Bourbon-Sicilië (1838-1886)   | Lodewijk van Bourbon-Sicilië (1838-1886)   | Lodewijk van Bourbon-Sicilië (1838-1886)   | Lodewijk van Bourbon-Sicilië (1838-1886)   | Lodewijk van Bourbon-Sicilië (1838-1886)   | Lodewijk van Bourbon-Sicilië (1838-1886)   |                                           |                                           | Alfons van Bourbon-Sicilië (1841-1934)    | Alfons van Bourbon-Sicilië (1841-1934)    | Alfons van Bourbon-Sicilië (1841-1934)      | Alfons van Bourbon-Sicilië (1841-1934)      | Alfons van Bourbon-Sicilië (1841-1934)      | Alfons van Bourbon-Sicilië (1841-1934)      |                                             |                                             | Maria Annunciata van Bourbon-Sicilië (1843-1871) | Maria Annunciata van Bourbon-Sicilië (1843-1871) | Maria Annunciata van Bourbon-Sicilië (1843-1871) | Maria Annunciata van Bourbon-Sicilië (1843-1871) | Maria Annunciata van Bourbon-Sicilië (1843-1871) | Maria Annunciata van Bourbon-Sicilië (1843-1871) |                                    |                                    | Maria Immaculata van Bourbon-Sicilië (1844-1899) | Maria Immaculata van Bourbon-Sicilië (1844-1899) | Maria Immaculata van Bourbon-Sicilië (1844-1899) | Maria Immaculata van Bourbon-Sicilië (1844-1899) | Maria Immaculata van Bourbon-Sicilië (1844-1899) | Maria Immaculata van Bourbon-Sicilië (1844-1899) |                               |                               | Maria Pia van Bourbon-Sicilië (1849-1882) | Maria Pia van Bourbon-Sicilië (1849-1882) | Maria Pia van Bourbon-Sicilië (1849-1882) | Maria Pia van Bourbon-Sicilië (1849-1882) | Maria Pia van Bourbon-Sicilië (1849-1882) | Maria Pia van Bourbon-Sicilië (1849-1882) |                                      |                                      | Maria Louise van Bourbon-Sicilië (1855-1874) | Maria Louise van Bourbon-Sicilië (1855-1874) | Maria Louise van Bourbon-Sicilië (1855-1874)    | Maria Louise van Bourbon-Sicilië (1855-1874)    | Maria Louise van Bourbon-Sicilië (1855-1874)    | Maria Louise van Bourbon-Sicilië (1855-1874)    |                                                 |                                                 | + 6 broers                                | + 6 broers                                | + 6 broers                             | + 6 broers                             | + 6 broers                             | + 6 broers                             |  |  |  |  |  |  |  |  |  |  |  |  |  |  |  |  |  |  |  |  |  |  |  |  |  |  |  |  |  |  |  |  |  |  |  |  |  |  |  |  |  |  |  |  |  |  |  |  |